# Kangasjärvi (sjö i Saarijärvi, Mellersta Finland)
Kangasjärvi är en sjö i kommunen Saarijärvi i landskapet Mellersta Finland i Finland. Sjön ligger 146,3 meter över havet. Den är 10,1 meter djup. Arean är 73 hektar och strandlinjen är 5,03 kilometer lång. Sjön  ingår i Kymmene älvs huvudavrinningsområde.   Den ligger omkring 58 kilometer norr om Jyväskylä och omkring 290 kilometer norr om Helsingfors. 